# Niederweyer
Niederweyer ist der kleinste Stadtteil von Hadamar im mittelhessischen Landkreis Limburg-Weilburg.

## Geografische Lage
Niederweyer liegt am nordöstlichen Rand des Limburger Beckens. Rund 500 Meter östlich des Ortes verläuft die Bundesstraße 54 von Nordosten nach Südwesten.
Die Gemarkung des Orts ist ebenfalls in Nordost-Südwest-Richtung gestreckt. Im Westen grenzt sie an die Gemarkung der Kernstadt Hadamar, im Norden an Oberzeuzheim und im Osten an Oberweyer, im Süden an den  Limburger Stadtteil Ahlbach. Südlich des Orts fließt der Faulbach nach Westen. Das Gemarkungsgebiet besteht fast ausschließlich aus Landwirtschaftsfläche, ohne geschlossene Waldgebiete. Das Gelände weist kaum Höhenunterschiede auf und steigt lediglich nach Nordwesten zum Galgenberg (in der Gemarkung Hadamar) hin leicht an.

## Geschichte

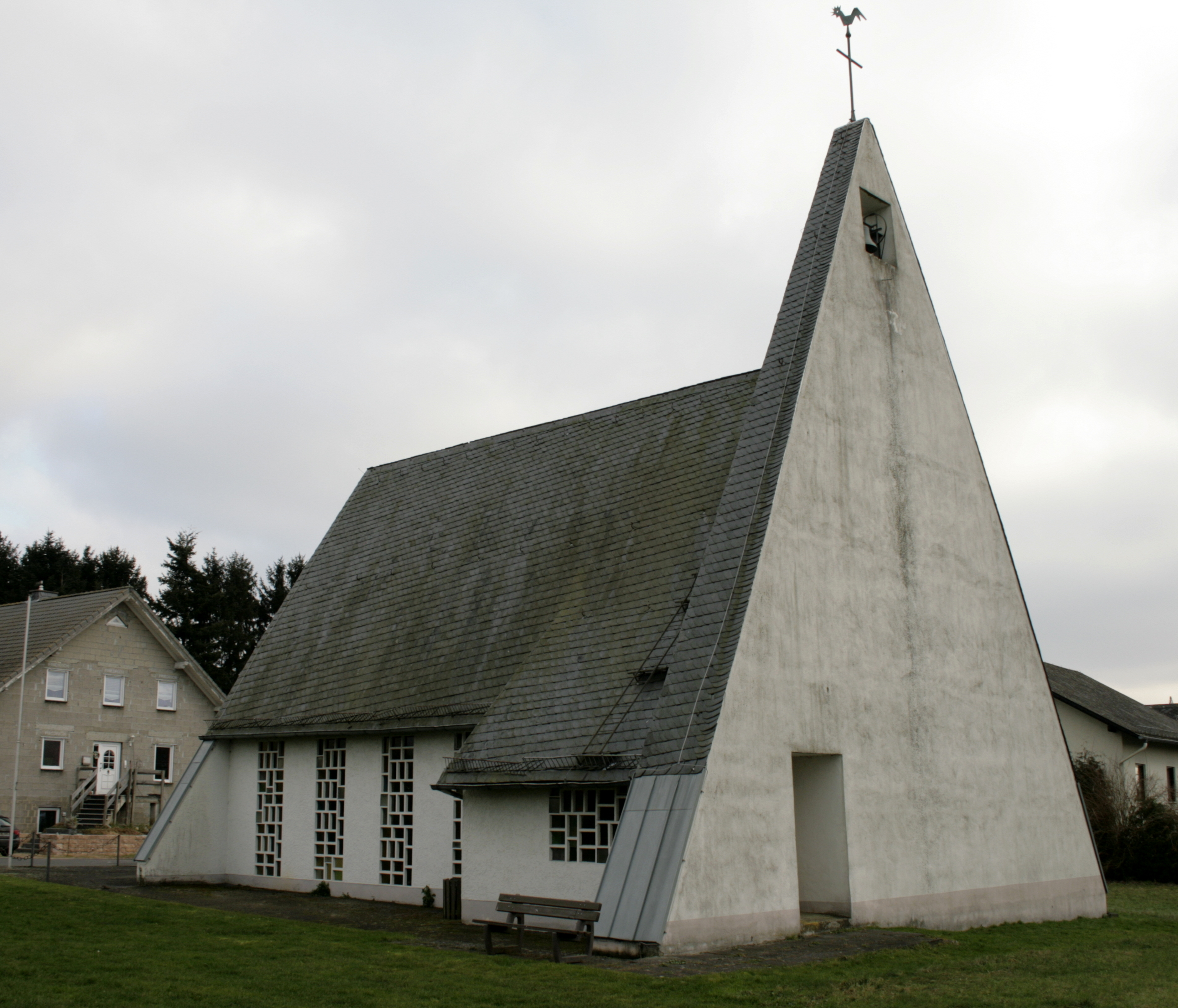
Kapelle

### Ortsgeschichte
Bedeutend für die Ortsentwicklung war seine Lage an einer Altstraße, der „Hohen Straße“, zwischen Koblenz und Wetzlar. Der älteste Teil des Orts nimmt noch heute die Form eines Straßendorfs entlang der Hohen Straße an, in Niederweyer als „Ortsstraße“ bezeichnet. Ein Münzenfund in der Niederweyerer Gemarkung aus dem Jahr 1961 lässt sich auf das erste Viertel des 13. Jahrhunderts datieren.
Ab 1567 gehörte Niederweyer kirchlich zur Pfarrei in Oberweyer. Die erste Kapelle ist aus dem Jahre 1898 überliefert. Im Jahr 1962 bekam Niederweyer dann eine neue Filialkapelle mit einer ungewöhnlichen Architektur. Sie ist dem Heiligen Geist gewidmet. 1971 legte Niederweyer einen eigenen Friedhof an. Zuvor waren alle Verstorbenen in Oberweyer beerdigt worden.
Für das Jahr 1805 sind 14 Familien im Ort verbürgt, 1939 waren es 98 Einwohner und 1972 wurden 170 gezählt. Im Zweiten Weltkrieg waren 13 Gefallene aus dem Dorf zu beklagen.
Aus dem Jahr 1882 wird von einem größeren Brand eines Anwesens am 1. September in Niederweyer berichtet, zu dem Feuerwehren aus der Umgebung mit ihren von Pferden gezogenen Feuerspritzen anrückten.
Im Jahr 1993 wurde ein Dorfgemeinschaftsraum eröffnet.
Hessische Gebietsreform (1970–1977)
Zum 31. Dezember 1971 wurde im Zuge der Gebietsreform in Hessen mit Niederweyer, die bis dahin kleinste selbständige Gemeinde in Hessen, nach Hadamar eingegliedert. Die ehemalig selbständigen Gemeinden Hadamar, Niederweyer, Niederzeuzheim, Oberweyer, Oberzeuzheim und Steinbach bildeten die neue Stadtgemeinde Hadamar. Der Sitz der Gemeindeverwaltung wurde Hadamar.
Für diese ehemaligen Gemeinden wurde je ein Ortsbezirk gebildet.

### Verwaltungsgeschichte im Überblick
Die folgende Liste zeigt die Staaten und Verwaltungseinheiten, denen Niederweyer angehört(e):
- 772: Frankenreich, Lahngau
- vor 1711:  Heiliges Römisches Reich, Fürstentum Nassau-Hadamar, Amt Hadamar
- 1717–1743: Heiliges Römisches Reich, Fürstentum Nassau-Dillenburg, Amt Hadamar
- 1743–1806: Heiliges Römisches Reich, Grafen von Nassau-Diez als Teil des Fürstentums Nassau-Oranien, Amt Hadamar
- 1806–1813: Großherzogtum Berg,[Anm. 2] Département Sieg, Arrondissement Dillenburg, Kanton Hadamar
- 1813–1815: Fürstentum Nassau-Oranien, Amt Hadamar
- ab 1816:  Herzogtum Nassau,[Anm. 3] Amt Hadamar
- ab 1849: Herzogtum Nassau, Kreisamt Hadamar[Anm. 4]
- ab 1854: Herzogtum Nassau, Amt Hadamar
- ab 1867: Norddeutscher Bund[Anm. 5], Königreich Preußen,[Anm. 6] Provinz Hessen-Nassau, Regierungsbezirk Wiesbaden, Oberlahnkreis[Anm. 7]
- ab 1871: Deutsches Reich, Königreich Preußen, Provinz Hessen-Nassau, Regierungsbezirk Wiesbaden, Oberlahnkreis
- ab 1918: Deutsches Reich (Weimarer Republik), Freistaat Preußen, Provinz Hessen-Nassau, Regierungsbezirk Wiesbaden, Oberlahnkreis
- ab 1887: Deutsches Reich, Königreich Preußen, Provinz Hessen-Nassau, Regierungsbezirk Wiesbaden, Kreis Limburg
- ab 1944: Deutsches Reich, Freistaat Preußen, Provinz Nassau, Kreis Limburg
- ab 1945: Amerikanische Besatzungszone,[Anm. 8] Groß-Hessen, Regierungsbezirk Wiesbaden, Landkreis Limburg
- ab 1946: Amerikanische Besatzungszone, Land Hessen, Regierungsbezirk Wiesbaden, Landkreis Limburg
- ab 1949: Bundesrepublik Deutschland, Land Hessen, Regierungsbezirk Wiesbaden, Landkreis Limburg
- ab 1968: Bundesrepublik Deutschland, Land Hessen, Regierungsbezirk Darmstadt, Landkreis Limburg
- ab 1972: Bundesrepublik Deutschland, Land Hessen, Regierungsbezirk Darmstadt, Landkreis Limburg, Stadt Hadamar[Anm. 9]
- ab 1974: Bundesrepublik Deutschland, Land Hessen, Regierungsbezirk Darmstadt, Landkreis Limburg-Weilburg, Stadt Hadamar
- ab 1981: Bundesrepublik Deutschland, Land Hessen, Regierungsbezirk Gießen, Landkreis Limburg-Weilburg, Stadt Hadamar

## Bevölkerung
Einwohnerentwicklung
| Niederweyer: Einwohnerzahlen von 1834 bis 2019 | Niederweyer: Einwohnerzahlen von 1834 bis 2019 | Niederweyer: Einwohnerzahlen von 1834 bis 2019 | Niederweyer: Einwohnerzahlen von 1834 bis 2019 | Niederweyer: Einwohnerzahlen von 1834 bis 2019 |
| --- | ---------------------------------------------- | ---------------------------------------------- | ---------------------------------------------- | ---------------------------------------------- |
| Jahr |                                                |                                                |                                                | Einwohner                                      |
| 1834 | 1834                                           |                                                | 115                                            | 115                                            |
| 1840 | 1840                                           |                                                | 118                                            | 118                                            |
| 1846 | 1846                                           |                                                | 113                                            | 113                                            |
| 1852 | 1852                                           |                                                | 118                                            | 118                                            |
| 1858 | 1858                                           |                                                | 125                                            | 125                                            |
| 1864 | 1864                                           |                                                | 123                                            | 123                                            |
| 1871 | 1871                                           |                                                | 111                                            | 111                                            |
| 1875 | 1875                                           |                                                | 127                                            | 127                                            |
| 1885 | 1885                                           |                                                | 139                                            | 139                                            |
| 1895 | 1895                                           |                                                | 135                                            | 135                                            |
| 1905 | 1905                                           |                                                | 130                                            | 130                                            |
| 1910 | 1910                                           |                                                | 132                                            | 132                                            |
| 1925 | 1925                                           |                                                | 135                                            | 135                                            |
| 1939 | 1939                                           |                                                | 116                                            | 116                                            |
| 1946 | 1946                                           |                                                | 153                                            | 153                                            |
| 1950 | 1950                                           |                                                | 148                                            | 148                                            |
| 1956 | 1956                                           |                                                | 139                                            | 139                                            |
| 1961 | 1961                                           |                                                | 151                                            | 151                                            |
| 1967 | 1967                                           |                                                | 166                                            | 166                                            |
| 1970 | 1970                                           |                                                | 170                                            | 170                                            |
| 1980 | 1980                                           |                                                | ?                                              | ?                                              |
| 1990 | 1990                                           |                                                | ?                                              | ?                                              |
| 2000 | 2000                                           |                                                | ?                                              | ?                                              |
| 2011 | 2011                                           |                                                | 177                                            | 177                                            |
| 2019 | 2019                                           |                                                | 198                                            | 198                                            |
| Datenquelle: Historisches Gemeindeverzeichnis für Hessen: Die Bevölkerung der Gemeinden 1834 bis 1967. Wiesbaden: Hessisches Statistisches Landesamt, 1968. Weitere Quellen: LAGIS; Gemeinde Hadamar; Zensus 2011 |                                                |                                                |                                                |                                                |

Einwohnerstruktur 2011
Nach den Erhebungen des Zensus 2011 lebten am Stichtag, dem 9. Mai 2011, in Niederweyer 177 Einwohner. Darunter waren 9 (5,1 %) Ausländer.
Nach dem Lebensalter waren 21 Einwohner unter 18 Jahren, 81 zwischen 18 und 49, 42 zwischen 50 und 64 und 33 Einwohner waren älter.
Die Einwohner lebten in 81 Haushalten. Davon waren 27 Singlehaushalte, 30 Paare ohne Kinder und 15 Paare mit Kindern, sowie 9 Alleinerziehende und 3 Wohngemeinschaften. In 18 Haushalten lebten ausschließlich Senioren und in 57 Haushaltungen lebten keine Senioren.
 Historische Religionszugehörigkeit
| • 1885: | 2 evangelische (= 1,44 %), 137 katholische (= 98,56 %) Einwohner |
| • 1961: | 2 evangelische (= 1,32 %), 149 katholische (= 98,68 %) Einwohner |

## Politik
Für den Stadtteil Niederweyer besteht ein Ortsbezirk (Gebiete der ehemaligen Gemeinde Niederweyer) mit Ortsbeirat und Ortsvorsteher nach der Hessischen Gemeindeordnung.
Der Ortsbeirat Niederweyert besteht aus drei Mitgliedern. Bei den Kommunalwahlen in Hessen 2021 betrug die Wahlbeteiligung zum Ortsbeirat 58,04 %. Alle Kandidaten dehörten der „Wählergruppe Niederweyer“ an. Der Ortsbeirat wählte Christian Mattlener zum Ortsvorsteher.

## Kultur und Sehenswürdigkeiten

### Baudenkmäler

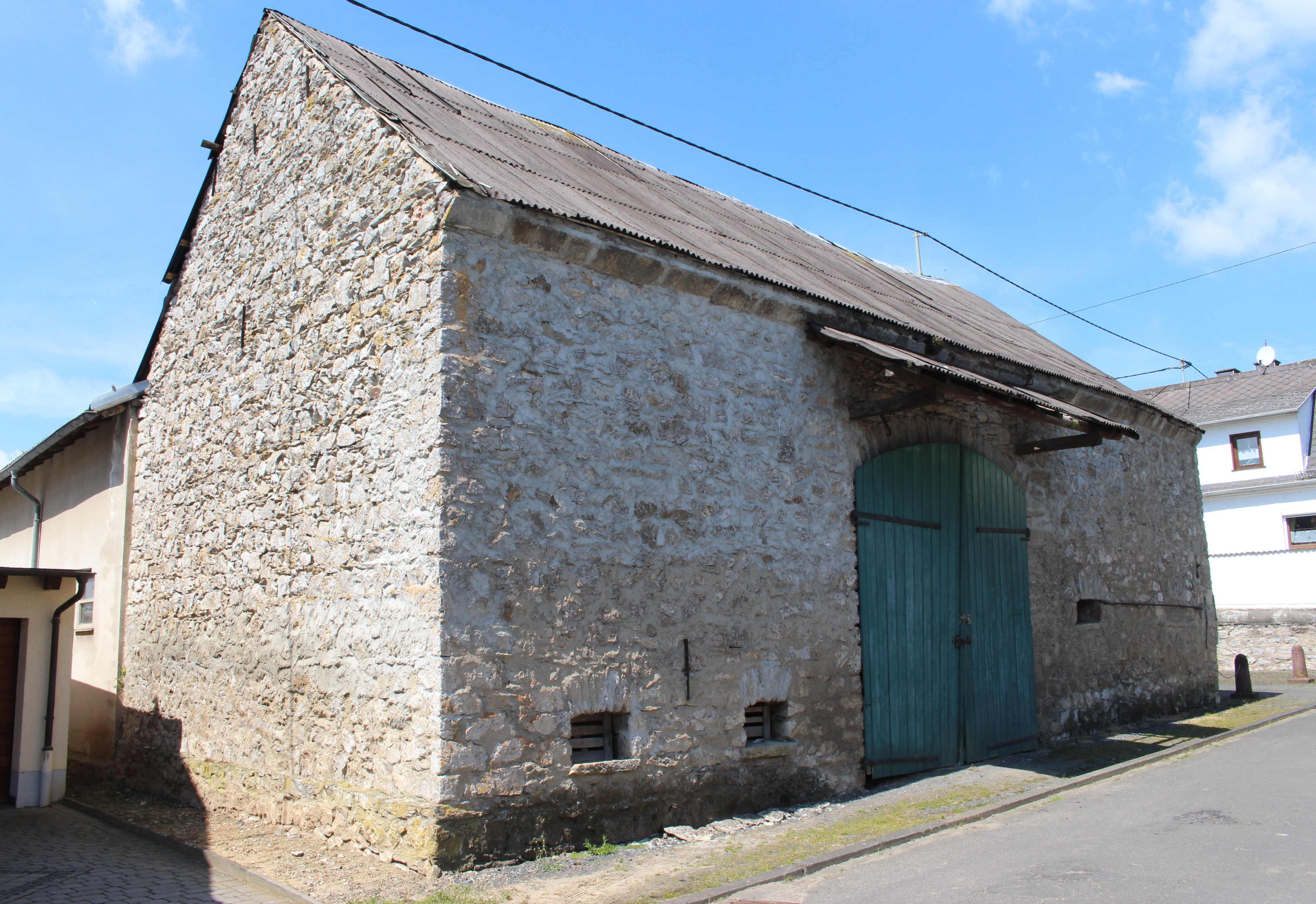
Denkmalgeschützte Scheune im Ortskern

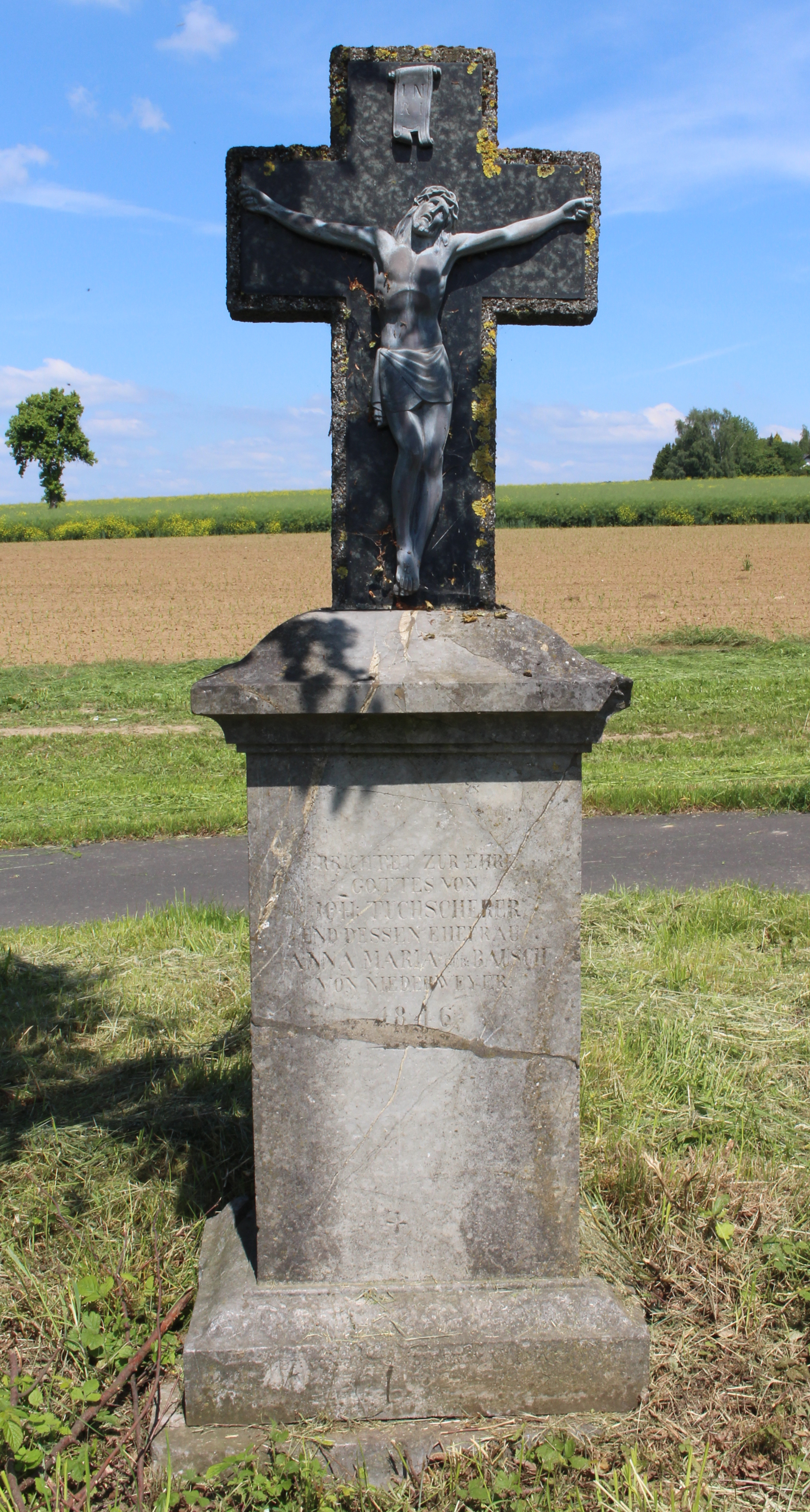
Flurkreuz am Ortseingang

Unter Denkmalschutz stehen ein steinernes Flurkreuz kurz hinter dem Ortsausgang in Richtung Hadamar und eine Felssteinscheune in der Ortsstraße.
Der Sockel des Kreuzes wurde laut Inschrift 1846 von einem privaten Stifter aus hellgrauem Marmor errichtet. Das heute vorhandene Kreuz selbst und der Christuskorpus sind jüngeren Datums. Bis vor wenigen Jahren war das Kreuz von zwei Linden flankiert, die vermutlich aus der Zeit der Errichtung des Sockels stammten.
Die Scheune wurde Berichten zufolge um 1900 erbaut. Der helle Kalkstein wurde ungewöhnlich sorgfältig vermauert, Basaltsäulen bilden das Traufgesims.

### Vereine
Im Ort gibt es die „Dorfgemeinschaft“ als einzigen Verein, unter deren Dach sich unter anderem ein Kochclub und einige Sportgruppen befinden, die jedoch nicht zu offiziellen Wettbewerben oder Turnieren antreten. Den abwehrenden Brandschutz für Niederweyer stellt bereits seit vielen Jahrzehnten die Freiwillige Feuerwehr Oberweyer sicher, der auch Einwohner aus Niederweyer angehören. Ähnlich sind Einwohner aus dem Ort vornehmlich auch in anderen Vereinen mit Sitz in Oberweyer organisiert.

### Regelmäßige Veranstaltungen
Die Kirmes wird zu Pfingsten gefeiert und alle zwei Jahre ein Oktoberfest.